# Maison natale de Dom Mabillon
Pour les articles homonymes, voir Mabillon.
La maison natale de Dom Mabillon est une maison située à Saint-Pierremont, dans les Ardennes, lieu de naissance de l'historien et moine bénédictin Jean Mabillon.

## Description
La maison est de taille réduite et d'aspect modeste, ce qui est renforcé par l'état de délabrement actuel. Une porte et une fenêtre au rez-de-chaussée, et une ouverture à l'étage. Une beuquette en dessous de la fenêtre. Une plaque (de moins en moins lisible) au-dessus de la porte rappelle qu'en ce lieu est né le moine bénédictin.  Elle est disposée dans un ensemble d'habitations en ligne. 

## Localisation
Ce lieu de mémoire est situé sur la commune de Saint-Pierremont, dans le département français des Ardennes, dans une rue au nom du moine bénédictin, légèrement derrière l'église.

## Historique
En 1878, l'abbé Lourdet en fait l'acquisition et croit en assurer la conservation en la léguant à la mense archiépiscopale de Reims. Lors de la séparation de l’Église et de l’État en 1910, la propriété de cet édifice revient au département des Ardennes qui décide de le mettre en vente. L'archiviste du département réussit à sensibiliser l'École des chartes. La société des amis de l’École des Chartes se porte acquéreur.
L'édifice est inscrit au titre des monuments historiques en 1927.